# Polyplectropus arni
Polyplectropus arni är en nattsländeart som beskrevs av Malicky och Chantaramongkol 1993. Polyplectropus arni ingår i släktet Polyplectropus och familjen fångstnätnattsländor. Inga underarter finns listade i Catalogue of Life.